# Simca
Simca (Société Industrielle de Mécanique et Carrosserie Automobile) var et fransk bilmærke, oprettet i november 1934 af Fiat. I 1970 blev mærket en del af Chrysler Europe.
Mærkets historie sluttede i 1978, da Chrysler solgte sine europæiske aktiviteter til PSA Peugeot Citroën. PSA erstattede Simca-navnet med Talbot og i en kort periode blev visse modeller solgt under navnet Simca-Talbot.

## Udvalgte modeller
- En Fiat-Simca 6cv Berline fra 1934
- En Simca 5 (1936)
- Simca 8 ved Monte Carlo Rally 1939
- Simca 9 i sportsmodel
- Simca Aronde (1954)
- Simca Versailles (1956)
- Simca Chambord (1960)
- Simca 1500 (1964)
- File:1970 Simca 1204 (1970)
- Simca 1100
- Simca 1307 GLS (1978)
- Simca Chrysler Horizon GLS (1979)